# William Murdoch Duncan
Pour les articles homonymes, voir Duncan.
William Murdoch Duncan, né à Glasgow, Écosse, le 18 novembre 1909 et mort dans la même ville, le 19 avril 1976, est un auteur de roman policier. Il est surtout connu en France sous les pseudonymes John Cassells, Neill Graham et Peter Malloch.

## Biographie
Après des études à l'Université de Glasgow, où obtient une maîtrise d'histoire en 1934, il aborde l'écriture en rédigeant des articles historiques et des centaines de nouvelles policières qui alimentent des journaux et des magazines populaires.  Pendant les premières années de la Deuxième Guerre mondiale, il sert dans l'armée britannique, puis il épouse Marion Hughes en 1944. La même année, il publie un premier roman The Doctor Deals with Murder. 
Jusqu'à sa mort en 1976, il en fera paraître plus de deux cent cinquante. C'est pourquoi, avec John Creasey, il figure parmi les auteurs les plus prolifiques de la littérature policière. Pour écouler cette vaste production standard, où nul titre ne se démarque, il utilise, outre son patronyme, de nombreux pseudonymes : John Cassells, John Dallas, Neill Graham, Martin Locke, Peter Malloch et Lovat Marshall. 
En France, plusieurs collections, dont la Série noire, ont publié des œuvres sous les pseudonymes Neill Graham et Peter Malloch. Sous le patronyme W. Murdoch Duncan, les éditeurs français font paraître quelques romans ayant à l'occasion pour héros un des personnages récurrents de l'auteur : le surintendant D. Reamer, surnommé the Dreamer, ou encore l'intrigant Greensleeves. La collection Le Masque, d'abord intéressée aux titres du pseudonyme John Cassells ayant pour héros l'inspecteur Flagg, le détective le plus connu de l'auteur, et ceux avec Ludovic Saxon, surnommé the Picaroon, fit ensuite paraître sous cette signature des ouvrages puisés dans l'abondante production de Duncan, notamment les enquêtes du détective James « Solo » Malcolm et celles du privé Sugar Kane, respectivement signées Neill Graham et Lovat Marshall au Royaume-Uni.

## Œuvre

### Romans signés W. Murdoch Duncan

#### SérieGreensleeves
- Mystery on the Clyde (1945) Publié en français sous le titre Mystère en Écosse, Paris, Morgan, coll. « Série rouge » no 7, 1947
- Straight Ahead for Danger (1946)
- The Cult of the Queer People (1949)

#### SérieSuperintendant D. Reamer, the Dreamer
- Meet the Dreamer (1963)
- Again the Dreamer (1965)
- Presenting the Dreamer (1966)
- Case for the Dreamer (1966)
- Problem for the Dreamer (1967)
- Salute the Dreamer (1968) Publié en français et signé John Cassells sous le titre Le patron n'est pas content, Paris, Librairie des Champs-Élysées, coll. « Le Masque » no 1112, 1970
- The Dreamer Intervenes (1968)
- Challenge for the Dreamer (1969)
- The Dreamer Deals with Murder (1970) Publié en français et signé John Cassells sous le titre Un grain de folie, Paris, Librairie des Champs-Élysées, coll. « Le Masque » no 1429, 1976 ; réédition, Paris, Librairie des Champs-Élysées, coll. « Club des Masques » no 420, 1980
- Detail for the Dreamer (1971)
- The Dreamer at Large (1972)
- Prey for the Dreamer (1974)
- Laurels for the Dreamer (1975)

#### SérieSuperintendant Gaylor
- The Hooded Man (1960)
- The Nighthawk (1962)

#### SérieMr. Gilly
- The Crime Master (1963)
- Death and Mr Gilly (1974)

#### SérieLaurie Hume
- Murder Calls the Tune (1957)
- The Murder Man (1959)
- The Whispering Man (1959)

#### SérieSuperintendant Leslie
- The Council of Comforters (1967)
- The Green Triangle (1969)

#### SérieSuperintendant MacNeill
- Death Stands round the Corner (1955)
- A Knife in the Night (1955)
- Pennies for His Eyes (1956)

#### Autres romans
- The Doctor Deals with Murder (1944) Publié en français sous le titre L'Assommeur fantôme, Paris, Éditions Diderot, 1946
- Death Wears a Silk Stocking (1945) Publié en français sous le titre Le Masque de nylon, Paris, Hachette, coll. « L'Énigme », 1945
- Murder at Marks Caris (1945) Publié en français sous le titre L'Énigme de Cardale Abbaye, Paris, Morgan, coll. « Série rouge » no 3, 1946
- Death Beckons Quietly (1946)
- Killer Keep (1946) Publié en français sous le titre Clinique pour tueur, Paris, Morgan, coll. « Série rouge » no 34, 1949
- The Tiled House Mystery (1947) Publié en français sous le titre La mort se porte bien, Paris, Hachette, coll. « L'Énigme » no 3, 1948
- The Blackbird Sings of Murder (1948)
- The Puppets of Father Bouvard (1948)
- The Brothers of Judgement (1950)
- The Black Mitre (1951)
- The Company of Sinners (1951)
- The Blood Red Leaf (1952)
- Death Comes to Lady’s Steps (1952)
- The Deathmaster (1953)
- The Joker Deals with Death (1958)
- The House in Spite Street (1961)
- Redfingers (1962)
- The Green Knight (1963)
- The Hour of the Bishop (1964)
- The House of Wailing Winds (1965)
- Cord for a Killer (1969)
- The Whisperer (1970) Publié en français et signé John Cassells sous le titre La Voix qui chuchotait, Paris, Librairie des Champs-Élysées, coll. « Le Masque » no 1258, 1973 ; réédition, Paris, Librairie des Champs-Élysées, coll. « Club des Masques » no 508, 1983
- The Breath of Murder (1972)
- The Big Timer (1973)
- Murder of a Cop (1976)

### Romans signés John Cassells

#### SérieInspecteur Flagg
- Murder Comes to Rothesay (1946)
- Master of the Dark (1948)
- The League of Nameless Men (1948)
- The Castle of Sin (1949) Publié en français sous le titre L'Inspecteur Flagg et Dan Crockett, Paris, Librairie des Champs-Élysées, coll. « Le Masque » no 736, 1961
- The Clue of the Purple Asters (1949)
- The Waters of Sadness (1950)
- The Circle of Dust (1950)
- The Grey Ghost (1951)
- Exit Mr Shane (1951)
- The Second Mrs Locke (1952)
- The Rattler (1952)
- Salute Inspector Flagg (1953) Publié en français sous le titre Salut inspecteur Flagg, Paris, Librairie des Champs-Élysées, coll. « Le Masque » no 610, 1958
- Case for Inspector Flagg (1954) Publié en français sous le titre Enquête de l'inspecteur Flagg, Paris, Librairie des Champs-Élysées, coll. « Le Masque » no 626, 1958
- Inspector Flagg and the Scarlet Skeleton (1955) Publié en français sous le titre L'Inspecteur Flagg et le squelette rouge, Paris, Librairie des Champs-Élysées, coll. « Le Masque » no 576, 1957
- Again Inspector Flagg (1956) Publié en français sous le titre L'Inspecteur Flagg contre Grimface, Paris, Librairie des Champs-Élysées, coll. « Le Masque » no 634, 1958
- Presenting Inspector Flagg (1957) Publié en français sous le titre Le Chanteur, Paris, Librairie des Champs-Élysées, coll. « Le Masque » no 645, 1959
- Case 29 (1958)
- Enter Superintendent Flagg (1959) Publié en français sous le titre À vous de jouer inspecteur Flagg, Paris, Librairie des Champs-Élysées, coll. « Le Masque » no 687, 1960
- Score for Superintendent Flagg (1960) Publié en français sous le titre L'inspecteur Flagg bat un record, Paris, Librairie des Champs-Élysées, coll. « Le Masque » no 736, 1962
- Problem for Superintendent Flagg (1961) Publié en français sous le titre Bravo, inspecteur Flagg !, Paris, Librairie des Champs-Élysées, coll. « Le Masque » no 766, 1962
- The Brothers of Benevolence (1962) Publié en français sous le titre Flagg et les frères du bon secours, Paris, Librairie des Champs-Élysées, coll. « Le Masque » no 812, 1963
- The Council of the Rat (1963) Publié en français sous le titre Flagg chasse le rat, Paris, Librairie des Champs-Élysées, coll. « Le Masque » no 871, 1965
- Blue Mask (1964)
- Grey Face (1965) Publié en français sous le titre Du calme, chérie, Paris, Librairie des Champs-Élysées, coll. « Le Masque » no 949, 1967
- Blackfingers (1966)
- The Room in Quiver Court (1967)
- Call for Superintendent Flagg (1968)
- The Grafter (1970)
- The Hatchet Man (1971)
- The Enforcer (1973) Publié en français sous le titre Bon appétit, Mr. Flagg, Paris, Librairie des Champs-Élysées, coll. « Le Masque » no 1346, 1974
- Killer’s Rope (1974) Publié en français sous le titre Les Deux Pendus, Paris, Librairie des Champs-Élysées, coll. « Le Masque » no 1479, 1977
- Quest for Superintendent Flagg (1975)

#### SérieLudovic Saxon, the Picaroon
- Enter the Picaroon (1954)
- The Avenging Picaroon (1956)
- Beware! The Picaroon (1956)
- Meet the Picaroon (1957)
- The Engaging Picaroon (1958)
- The Enterprising Picaroon (1959)
- Salute the Picaroon (1960)
- The Picaroon Goes West (1962)
- Prey for the Picaroon (1963)
- Challenge for the Picaroon (1964)
- The Benevolent Picaroon (1965)
- Plunder for the Picaroon (1966)
- The Audacious Picaroon (1967)
- The Elusive Picaroon (1968)
- Night of the Picaroon (1969)
- Quest for the Picaroon (1970)
- The Picaroon Collects (1970)
- Profit for the Picaroon (1972)
- The Picaroon Laughs Last (1973) Publié en français sous le titre Rendez-vous au manoir, Paris, Librairie des Champs-Élysées, coll. « Le Masque » no 1366, 1975
- Action for the Picaroon (1975)
- The Picaroon Gets the Run-Around (1976)

#### Autres romans
- The Sons of Morning (1946)
- The Bastion of the Damned (1946)
- The Mark of the Leech (1947)
- The Double-Crosser (1969)

### Romans signés Neill Graham

#### SérieJames «Solo» Malcolm
- Play it Solo (1955)
- Murder Makes a Date (1955)
- Say it with Murder (1956)
- You Can’t Call it Murder (1957)
- Salute to Murder (1958)
- Hit Me Hard (1958)
- Murder Rings the Bell (1959)
- Killers are on Velvet (1960)
- Murder is My Weakness (1961) Publié en français et signé John Cassells sous le titre Donnez-moi cinq minutes, Paris, Librairie des Champs-Élysées, coll. « Le Masque » no 778, 1962 ; réédition, Paris, Librairie des Champs-Élysées, coll. « Club des Masques » no 163, 1973
- Murder on the ‘Duchess” (1961)
- Make Mine Murder (1962)
- Label it Murder (1963)
- Graft Town (1963)
- Murder Makes it Certain (1963)
- Murder Made Easy (1964)
- Murder of a Black Cat (1964) Publié en français et signé John Cassells sous le titre Le petit chat est mort, Paris, Librairie des Champs-Élysées, coll. « Le Masque » no 916, 1966 ; réédition, Paris, Librairie des Champs-Élysées, coll. « Club des Masques » no 139, 1972
- Murder on My Hands (1965) Publié en français et signé John Cassells sous le titre Solo n'aime pas la télé, Paris, Librairie des Champs-Élysées, coll. « Le Masque » no 963, 1967 ; réédition, Paris, Librairie des Champs-Élysées, coll. « Club des Masques » no 155, 1972
- Murder’s Always Final (1965) Publié en français sous le titre Privé de paradis, Paris, Gallimard, coll. « Série noire » no 1268, 1969
- Money for Murder (1966) Publié en français et signé John Cassells sous le titre Le Bal des truands, Paris, Librairie des Champs-Élysées, coll. « Le Masque » no 1090, 1969
- Murder on Demand (1966) Publié en français et signé John Cassells sous le titre Solo mène la ronde, Paris, Librairie des Champs-Élysées, coll. « Le Masque » no 1134, 1970 ; réédition, Paris, Librairie des Champs-Élysées, coll. « Club des Masques » no 359, 1978
- Murder Makes the News (1967) Publié en français et signé John Cassells sous le titre Une demoiselle en détresse, Paris, Librairie des Champs-Élysées, coll. « Le Masque » no 1158, 1971 ; réédition, Paris, Librairie des Champs-Élysées, coll. « Club des Masques » no 334, 1978
- Murder Has Been Done (1967) Publié en français et signé John Cassells sous le titre Solo joue aux dames, Paris, Librairie des Champs-Élysées, coll. « Le Masque » no 1268, 1973 ; réédition, Paris, Librairie des Champs-Élysées, coll. « Club des Masques » no 446, 1981
- Pay Off (1968) Publié en français et signé John Cassells sous le titre La Lucarne rouillée, Paris, Librairie des Champs-Élysées, coll. « Le Masque » no 1207, 1971
- Candidate for a Coffin (1968) Publié en français et signé John Cassells sous le titre Solo ne se dégonfle pas, Paris, Librairie des Champs-Élysées, coll. « Le Masque » no 1073, 1969 ; réédition, Paris, Librairie des Champs-Élysées, coll. « Club des Masques » no 183, 1973
- Death of a Canary (1968) Publié en français et signé John Cassells sous le titre Solo pour une chanteuse, Paris, Librairie des Champs-Élysées, coll. « Le Masque » no 1233, 1972 ; réédition, Paris, Librairie des Champs-Élysées, coll. « Club des Masques » no 465, 1982
- Murder Lies in Waiting (1969) Publié en français et signé John Cassells sous le titre La Fille du rémouleur, Paris, Librairie des Champs-Élysées, coll. « Le Masque » no 1389, 1975
- Blood on the Pavement (1970) Publié en français et signé John Cassells sous le titre Solo dans le brouillard, Paris, Librairie des Champs-Élysées, coll. « Le Masque » no 1408, 1975
- One for the Book (1970) Publié en français et signé John Cassells sous le titre La Boîte aux lettres, Paris, Librairie des Champs-Élysées, coll. « Le Masque » no 1447, 1976
- A Matter for Murder (1971) Publié en français et signé John Cassells sous le titre Chantage au vison, Paris, Librairie des Champs-Élysées, coll. « Le Masque » no 1464, 1977
- Murder, Double Murder (1971) Publié en français et signé John Cassells sous le titre Votre paquet, mademoiselle, Paris, Librairie des Champs-Élysées, coll. « Le Masque » no 1302, 1973
- Frame-Up (1972) Publié en français et signé John Cassells sous le titre Solo s'énerve, Paris, Librairie des Champs-Élysées, coll. « Le Masque » no 1439, 1976
- Cop in a Tight Frame (1973) Publié en français sous le titre Dans le collimateur, Paris, Gallimard, coll. « Série noire » no 1694, 1974
- Murder in a Dark Room (1973)
- Assignment, Murder (1974)
- Murder on the List (1975)

#### SérieMr. Sandyman
- The Symbol of the Cat (1948)
- Passport to Murder (1949)
- The Quest of Mr Sandyman (1951)
- Murder Walks on Tiptoe (1951)
- Again, Mr Sandyman (1952)
- Amazing Mr Sandyman (1952)
- Salute Mr Sandyman (1953)

#### Autre roman
- The Temple of Slumber (1950)

### Romans signés Peter Malloch

#### SérieDave Norton
- Blood on Pale Fingers (1969)
- The Slugger (1971)

#### Autres romans
- 11:20 Glasgow Central (1955)
- Sweet Lady Death (1956)
- Tread Softly, Death (1957)
- Walk In, Death (1957)
- Fly Away, Death (1958) Publié en français sous le titre Les Sables mouvants, Paris, Presses Internationales, coll. « Inter-Espion » no 33, 1962
- My Shadow, Death (1959)
- Hardiman’s Landing (1960)
- Anchor Island (1962)
- Blood Money (1962)
- Break-Through (1963)
- Fugitive’s Road (1963)
- Cop-Lover (1964)
- The Nicholas Snatch (1964)
- The Sniper (1965)
- Lady of No Compassion (1966) Publié en français et signé John Cassells sous le titre N'essaie pas de me revoir, Paris, Librairie des Champs-Élysées, coll. « Le Masque » no 981, 1967 ; réédition, Paris, Librairie des Champs-Élysées, coll. « Club des Masques » no 111, 1971
- Murder of the Man Next Door (1966)
- The Big Steal (1966) Publié en français sous le titre Le Fier-à-bras, Paris, Gallimard, coll. « Série noire » no 1157, 1967
- Die, My Beloved (1967)
- Johnny Blood (1967)
- Murder of a Student (1968)
- Death Whispers Softly (1968)
- Backwash (1969)
- The Adjustor (1970)
- The Grab (1970) Publié en français sous le titre La Mise en l'air, Paris, Gallimard, coll. « Série noire » no 1446, 1970
- Two with a Gun (1971)
- Write-Off (1972)
- Kickback (1973)
- The Delinquents (1974)
- The Big Killing (1974)
- Killer’s Blade (1975)
- The Big Deal (1977), roman publié de façon posthume

### Romans signés Lovat Marshall
Note : En France, tous les romans signés de ce pseudonyme sont parus sous la signature John Cassells.

#### SérieSugar Kane
- Sugar for the Lady (1955)
- Sugar on the Carpet (1956) Publié en français sous le titre Des bâtons dans les roues, Paris, Librairie des Champs-Élysées, coll. « Le Masque » no 791, 1963 ; réédition, Paris, Librairie des Champs-Élysées, coll. « Club des Masques » no 251, 1975
- Sugar Cuts the Corners (1957)
- Sugar on the Target (1958)
- Sugar on the Cuff (1960)
- Sugar on the Kill (1961) Publié en français sous le titre Une charmante créature, Paris, Librairie des Champs-Élysées, coll. « Le Masque » no 827, 1964
- Sugar on the Loose (1962)
- Sugar on the Prowl (1962) Publié en français sous le titre N'arrive pas trop tard, Paris, Librairie des Champs-Élysées, coll. « Le Masque » no 838, 1964
- Murder in Triplicate (1963) Publié en français sous le titre Adieu les vacances !, Paris, Librairie des Champs-Élysées, coll. « Le Masque » no 927, 1966
- Murder is the Reason (1964)
- Ladies Can Be Dangerous (1964) Publié en français sous le titre Les femmes sont dangereuses, Paris, Librairie des Champs-Élysées, coll. « Le Masque » no 859, 1965
- Death Strikes in Darkness (1965) Publié en français sous le titre Fumez la pipe, Mr. Kane, Paris, Librairie des Champs-Élysées, coll. « Le Masque » no 990, 1967 ; réédition, Paris, Librairie des Champs-Élysées, coll. « Club des Masques » no 291, 1976
- The Dead are Silent (1966) Publié en français sous le titre Désolé pour vous, Mr. Kane, Paris, Librairie des Champs-Élysées, coll. « Le Masque » no 1016, 1968 ; réédition, Paris, Librairie des Champs-Élysées, coll. « Club des Masques » no 281, 1976
- The Dead are Dangerous (1966)
- Murder of a Lady (1967) Publié en français sous le titre Kane contre la police, Paris, Librairie des Champs-Élysées, coll. « Le Masque » no 1055, 1969 ; réédition, Paris, Librairie des Champs-Élysées, coll. « Club des Masques » no 267, 1976
- Blood on the Blotter (1968)
- Money Means Murder (1968)
- Death is for Ever (1969) Publié en français sous le titre Ne revenez pas, Mr. Kane, Paris, Librairie des Champs-Élysées, coll. « Le Masque » no 1128, 1970 ; réédition, Paris, Librairie des Champs-Élysées, coll. « Club des Masques » no 324, 1977
- Murder’s Out of Season (1970)
- Murder’s Just for Cops (1971) Publié en français sous le titre Kane porte la poisse, Paris, Librairie des Champs-Élysées, coll. « Le Masque » no 1292, 1973 ; réédition, Paris, Librairie des Champs-Élysées, coll. « Club des Masques » no 382, 1979
- Death Casts a Shadow (1972)
- Moment for Murder (1972) Publié en français sous le titre Esprit de famille, Paris, Librairie des Champs-Élysées, coll. « Le Masque » no 1421, 1976 ; réédition, Paris, Librairie des Champs-Élysées, coll. « Club des Masques » no 496, 1983
- Loose Lady Death (1973)
- Date with Murder (1973)
- Murder Town (1974)
- The Strangler (1974)
- Key to Murder (1975)
- Murder Mission (1975)
- Murder to Order (1975)

### Romans signés John Dallas
- The Night of the Storm (1961)
- Red Ice (1973)

### Roman signé Martin Locke
- The Vengeance of Mortimer Daly (1961)